# Comuna Idrija
Idrija (Občina Idrija) este o comună din Slovenia, cu o populație de 11.990 de locuitori (2002).

## Localități
Dole, Čekovnik, Črni Vrh, Godovič, Gore, Gorenja Kanomlja, Gorenji Vrsnik, Govejk, Idrija, Idrijska Bela, Idrijske Krnice, Idrijski Log, Idršek, Javornik, Jelični Vrh, Kanji Dol, Korita, Ledine, Ledinske Krnice, Ledinsko Razpotje, Lome, Masore, Mrzli Log, Mrzli Vrh, Pečnik, Potok, Predgriže, Spodnja Idrija, Spodnja Kanomlja, Spodnji Vrsnik, Srednja Kanomlja, Strmec, Vojsko, Zadlog, Zavratec, Žirovnica